# Tsuga dumosa
Tsuga dumosa är en tallväxtart som först beskrevs av David Don, och fick sitt nu gällande namn av August Wilhelm Eichler. Tsuga dumosa ingår i hemlocksläktet som ingår i familjen tallväxter. Inga underarter finns listade i Catalogue of Life.
Arten förekommer i östra Himalaya och i angränsande bergstrakter från sydöstra Tibet och Nepal över Bhutan, nordöstra Indien och norra Myanmar till de kinesiska provinserna Yunnan och Sichuan samt norra Vietnam. Trädet växer i regioner som ligger 1700 till 3500 meter över havet. Vädret kännetecknas av mycket regn under monsunen och i norra Myanmar registrerades under vissa år en årsnederbörd av 10 000 mm.
Tsuga dumosa bildar ofta barrskogar med andra träd och den behöver ingen solig plats. De andra träden kan vara Larix griffithii eller arter av ädelgransläktet och gransläktet.
I några områden med intensivt skogsbruk minskade beståndet märkbart. Artens trä används bland annat för att skapa taktegel. I Europa och Nordamerika planterades några exemplar i botaniska trädgårdar. I utbredningsområdet förekommer flera nationalparker och andra skyddszoner. IUCN kategoriserar arten globalt som livskraftig.

## Bildgalleri

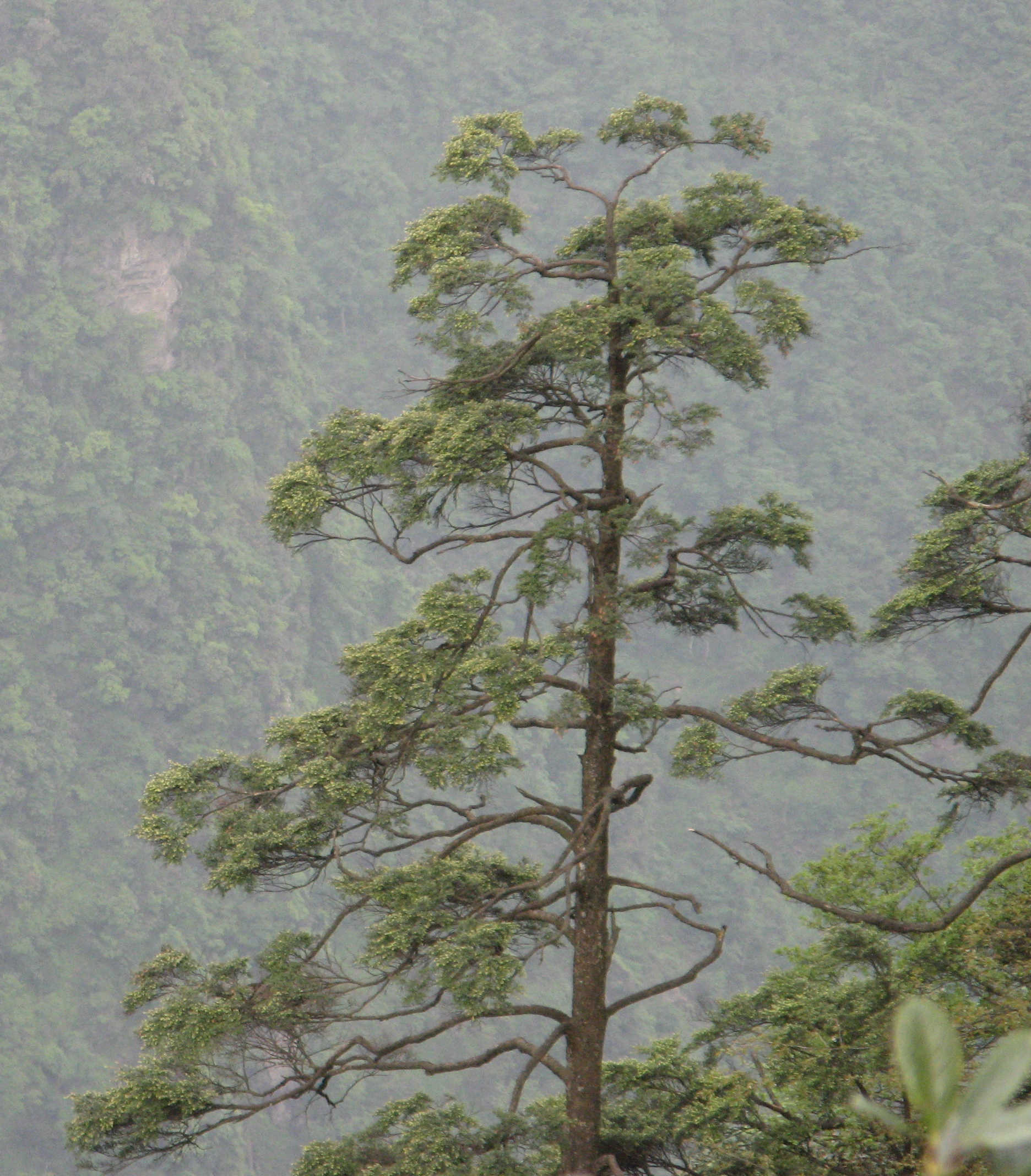
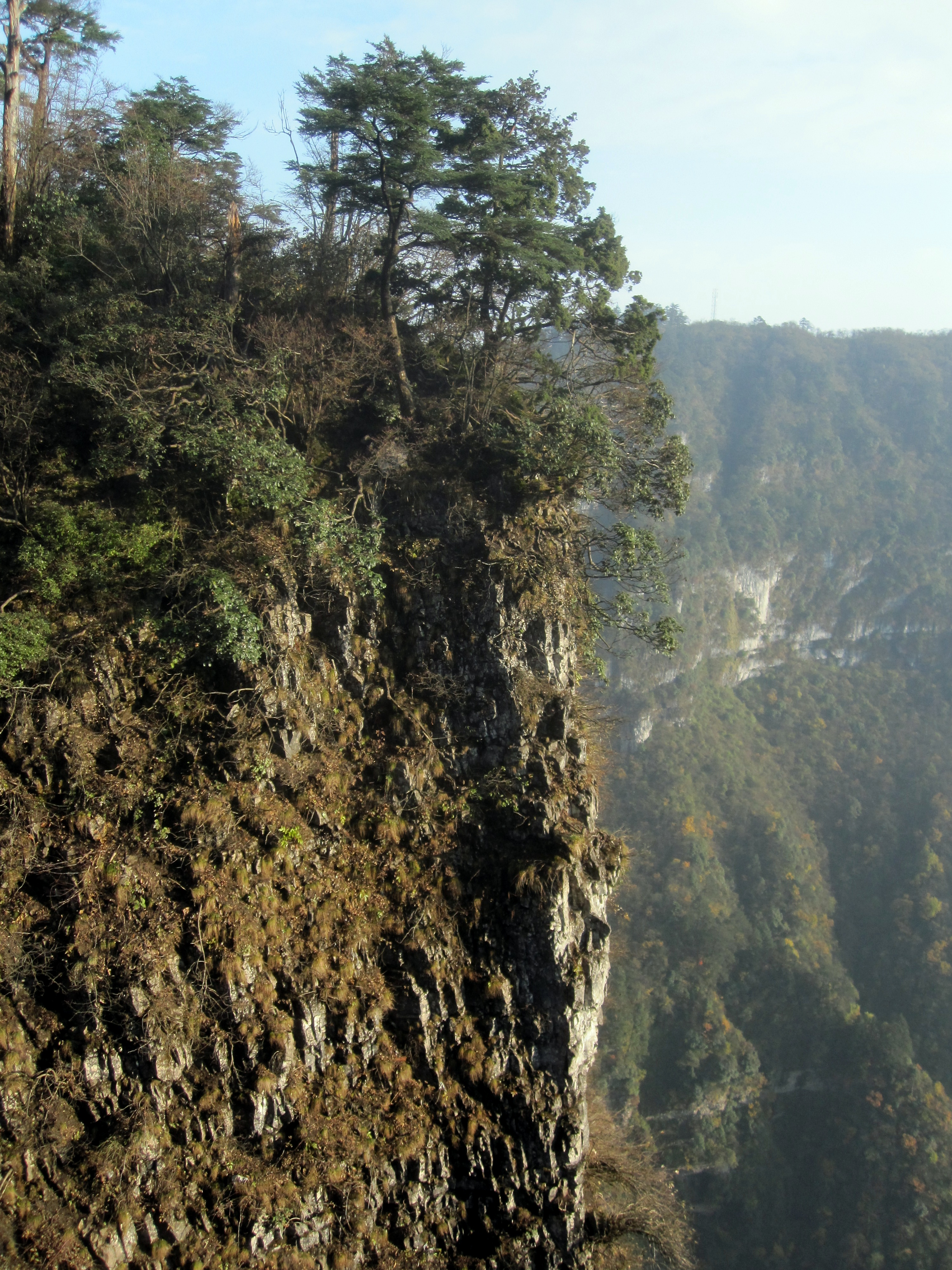
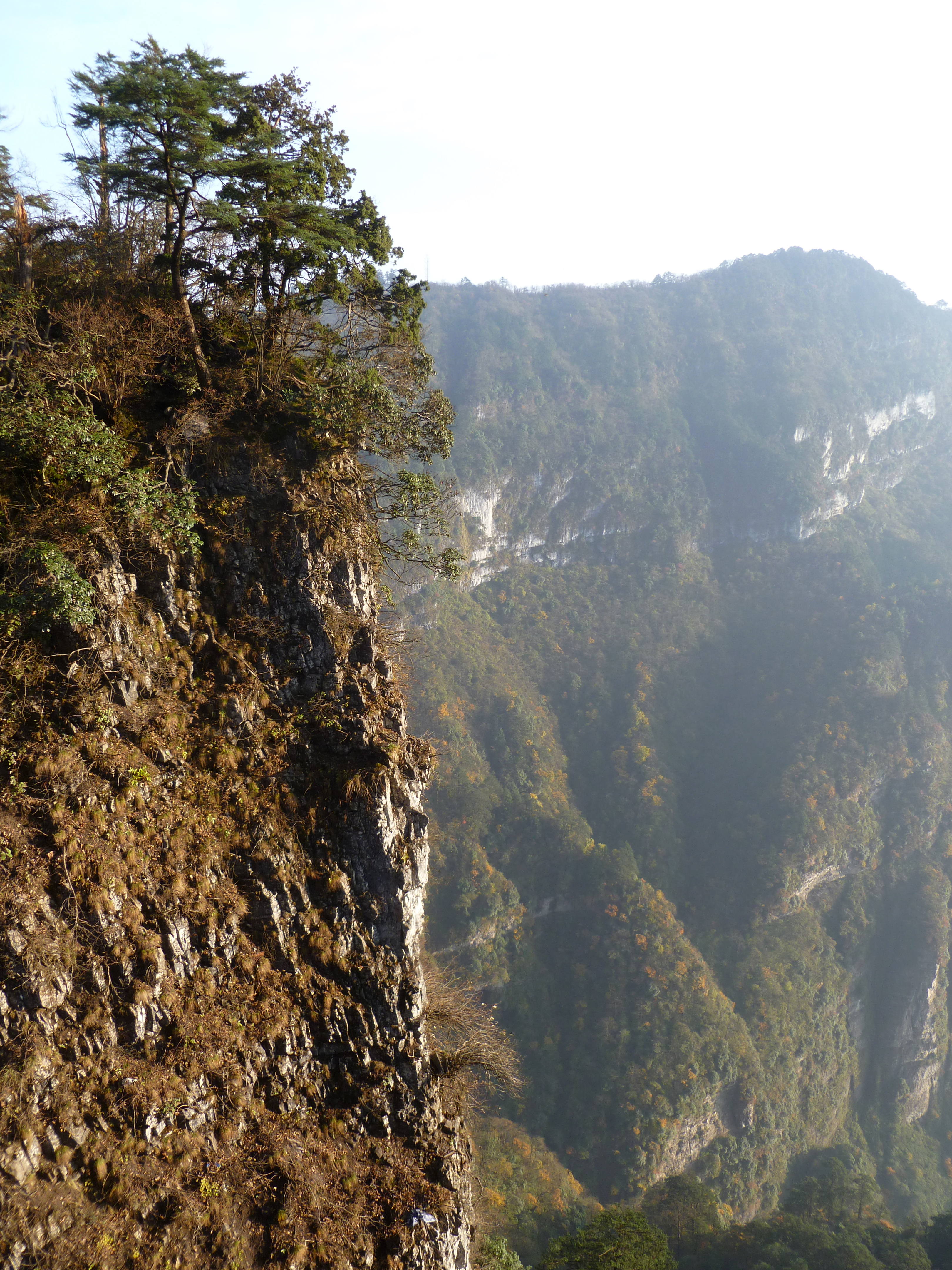
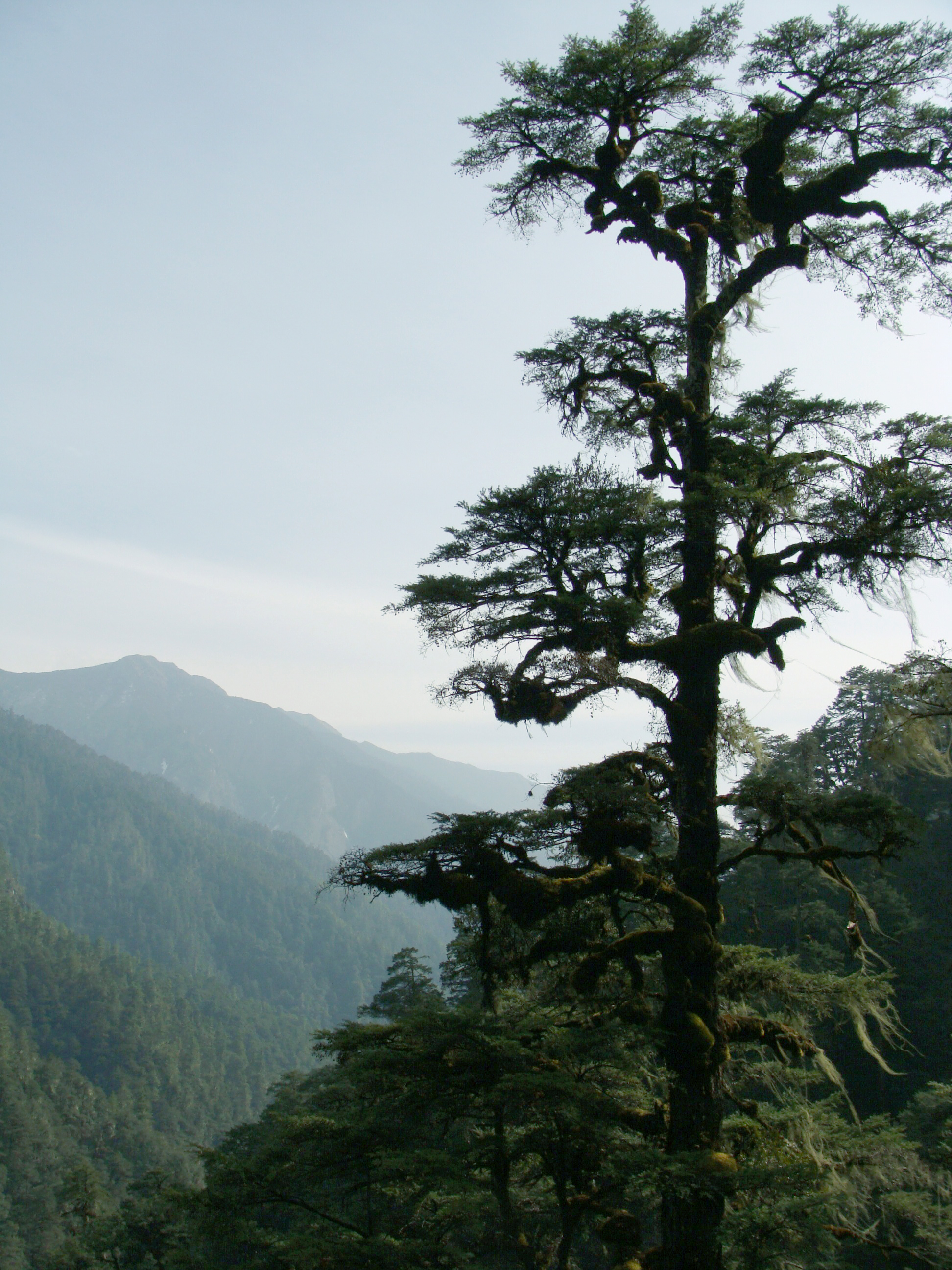
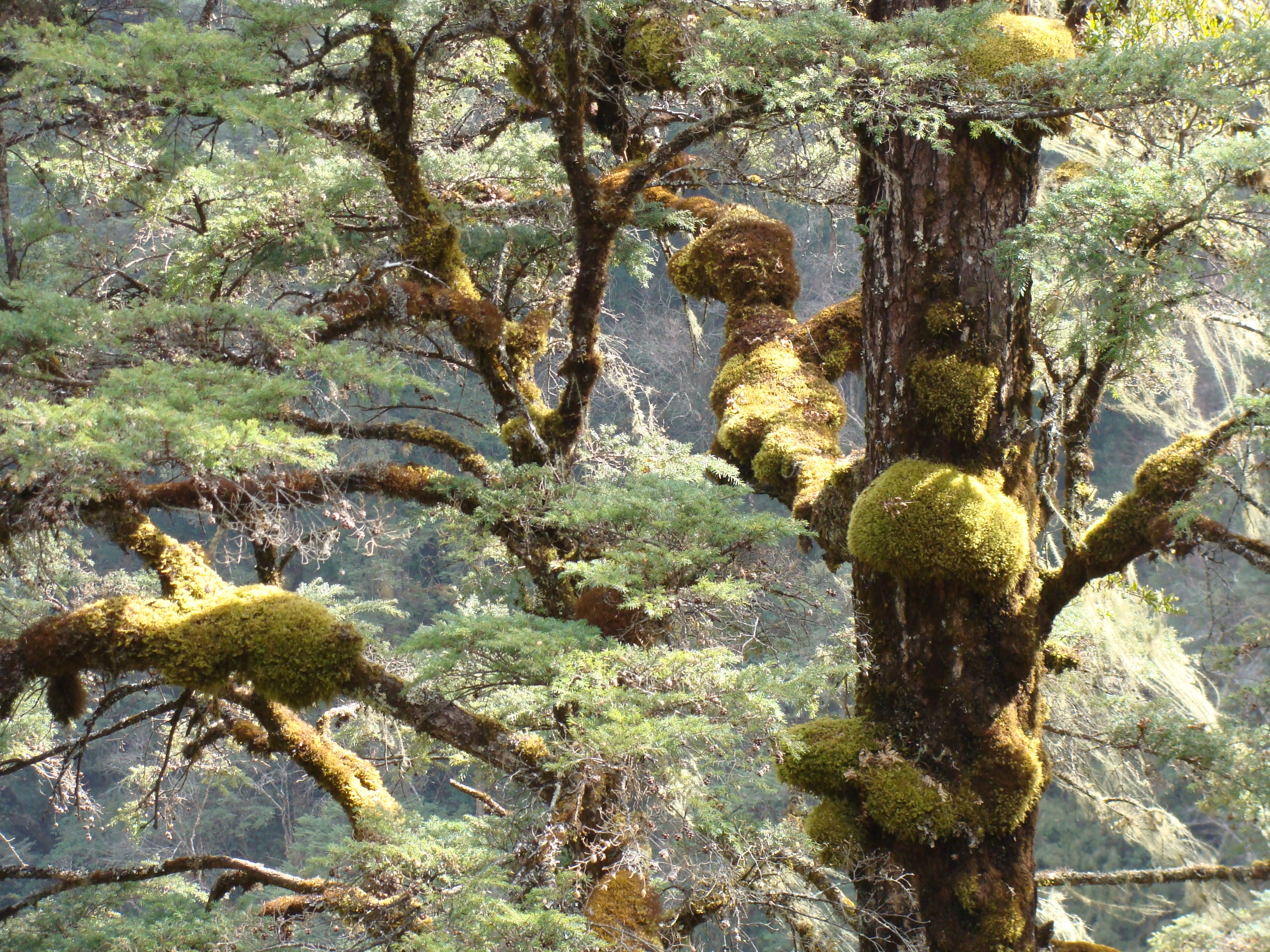
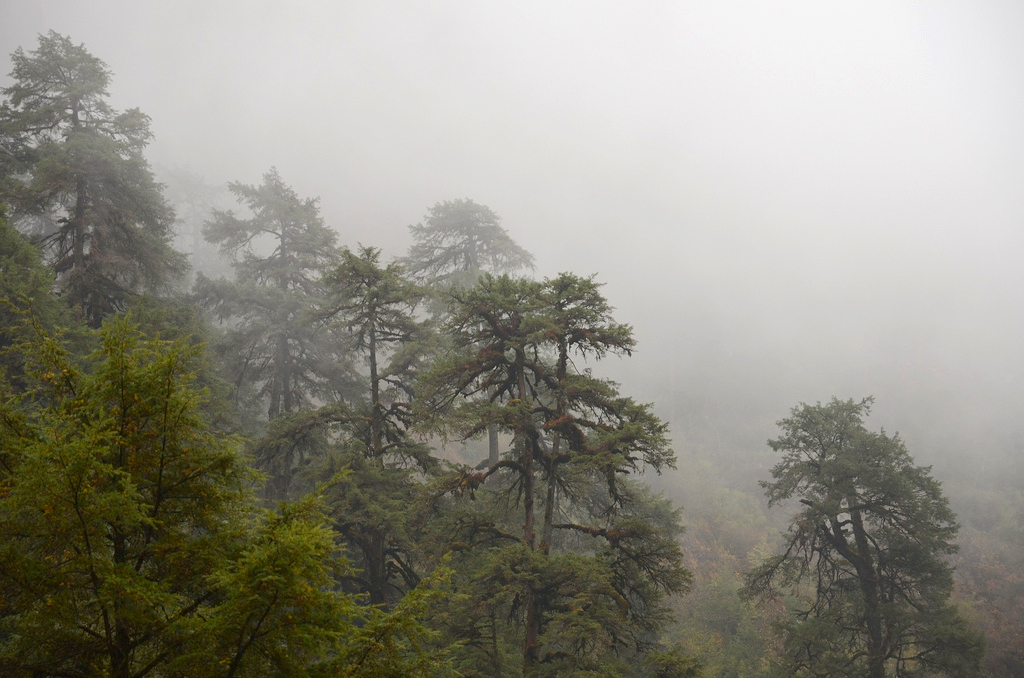